# Caccobius upembanus
Caccobius upembanus är en skalbaggsart som beskrevs av Frey 1958. Caccobius upembanus ingår i släktet Caccobius och familjen bladhorningar. Inga underarter finns listade.